# Sycoscapter triformis
Sycoscapter triformis är en stekelart som beskrevs av Joseph 1957. Sycoscapter triformis ingår i släktet Sycoscapter och familjen fikonsteklar. Inga underarter finns listade i Catalogue of Life.